# Hell in a Cell (2020)
L'édition 2020 de Hell in a Cell est un Premium Live Event de catch (lutte professionnelle) produit par la World Wrestling Entertainment, une fédération de catch américaine qui est télédiffusée et visible en paiement à la séance sur le WWE Network. L'événement a eu lieu le 25 octobre 2020 à l'Amway Center à Orlando, dans l'état de Floride. Il s'agit de la douzième édition de Hell in a Cell.

## Contexte
Les spectacles de la World Wrestling Entertainment sont constitués de matchs aux résultats prédéterminés par les scénaristes de la WWE. Ces rencontres sont justifiées par des storylines - Une rivalité entre catcheurs, la plupart du temps ou par des qualifications survenue dans les shows de la WWE, telles que Raw et SmackDown. Tous les catcheurs possèdent des gimmicks c'est-à-dire qu'ils incarnent un personnage gentil (Face) ou méchant (Heel), qui évolue au fil des rencontres. Un événement comme Hell in a Cell est donc un événement tournant pour les différentes storylines en cours,.

### Drew McIntyre (c) contre Randy Orton
Le 23 août à SummerSlam, Drew McIntyre conserve son titre de la WWE en battant Randy Orton. Le 27 septembre à Clash of Champions, il conserve son titre en rebattant son même adversaire dans un Ambulance match, aidé par les interventions extérieures de Big Show, Christian, Shawn Michaels et Ric Flair. Le lendemain à Raw, après avoir attaqué les quatre vétérans du catch qui lui ont coûté son match de la veille, The Apex Predator demande à l'Écossais une nouvelle revanche pour la ceinture au PLE dans un Hell in a Cell match.
La semaine suivante à Raw, The Scottish Warrior répond favorablement à son défi.

### Bayley (c) contre Sasha Banks
Le 4 septembre à SmackDown, Bayley et Sasha Banks ne remportent pas les ceintures féminines par équipes, battues par Nia Jax et Shayna Baszler. Pendant le combat, The Boss se blesse au genou gauche. Après le match, la première met officiellement fin à son alliance avec la seconde, car elle l'attaque brutalement sur sa jambe blessée et lui porte une Guillotine avec une chaise de la seconde corde. Le 27 septembre à Clash of Champions, Nikki Cross étant absente pour blessure, la championne du show bleu lance un défi ouvert pour son titre, et c'est Asuka qui y répond. Elle perd ensuite face à la Japonaise par disqualification, mais conserve son titre. Après le combat, son ancienne partenaire fait son retour de blessure et effectue un Face Turn, car cette dernière l'attaque et la contraint à prendre la fuite.
Le 16 octobre à SmackDown, Adam Pearce, le GM de la compagnie, officialise un Hell in a Cell match entre les deux catcheuses au PLE pour le titre féminin de SmackDown. Sasha Banks signe le contrat, mais Bayley refuse de le parapher. La semaine suivante à SmackDown, l'aspirante à la ceinture oblige la championne à signer le contrat en lui portant un Banks Statement à travers une chaise, ce qui rend le match officiel.

## Tableau des matchs
| Ordre par numéros | Résultat                                            | Stipulation(s)                                                     | Temps |
| --- | --------------------------------------------------- | ------------------------------------------------------------------ | ----- |
| 1P | R-Truth (c) bat Drew Gulak                          | Match simple pour le WWE 24/7 Championship                         | 5:25  |
| 2 | Roman Reigns (c) (avec Paul Heyman) bat Jey Uso     | Hell in a Cell « I Quit » match pour le WWE Universal Championship | 29:20 |
| 3 | Elias bat Jeff Hardy par disqualification           | Match simple                                                       | 7:50  |
| 4 | The Miz (avec John Morrison) bat Otis (avec Tucker) | Match simple pour la mallette Money in the Bank d'Otis             | 7:25  |
| 5 | Sasha Banks bat Bayley (c) par soumission           | Hell in a Cell match pour le WWE SmackDown Women's Championship    | 26:35 |
| 6 | Bobby Lashley (c) bat SLAPJACK par soumission       | Match simple pour le WWE United States Championship                | 3:50  |
| 7 | Randy Orton bat Drew McIntyre (c)                   | Hell in a Cell match pour le WWE Championship                      | 30:35 |
| La lettre C placée entre parenthèses désigne la personne ou l’équipe championne en titre. P – indique que le match a eu lieu lors du pré-show |                                                     |                                                                    |       |